# Tanytarsus recens
Tanytarsus recens är en tvåvingeart som beskrevs av James E. Sublette 1964. Tanytarsus recens ingår i släktet Tanytarsus och familjen fjädermyggor. Inga underarter finns listade i Catalogue of Life.